# Лімбеній-Ной
Лімбеній-Ной (рум. Limbenii Noi) — село у Глоденському районі Молдови. Утворює окрему комуну.

## Населення
За даними перепису населення 2004 року у селі проживали 1676 осіб.
Національний склад населення села:
| Національність       | Кількість осіб | Відсоток   |
| -------------------- | -------------- | ---------- |
| молдавани румуни     | 1644 2         | 98,1% 0,1% |
| українці             | 19             | 1,1%       |
| росіяни              | 9              | 0,5%       |
| інша / без відповіді | 2              | 0,1%       |
| Всього               | 1676           | 100%       |